# Jenever

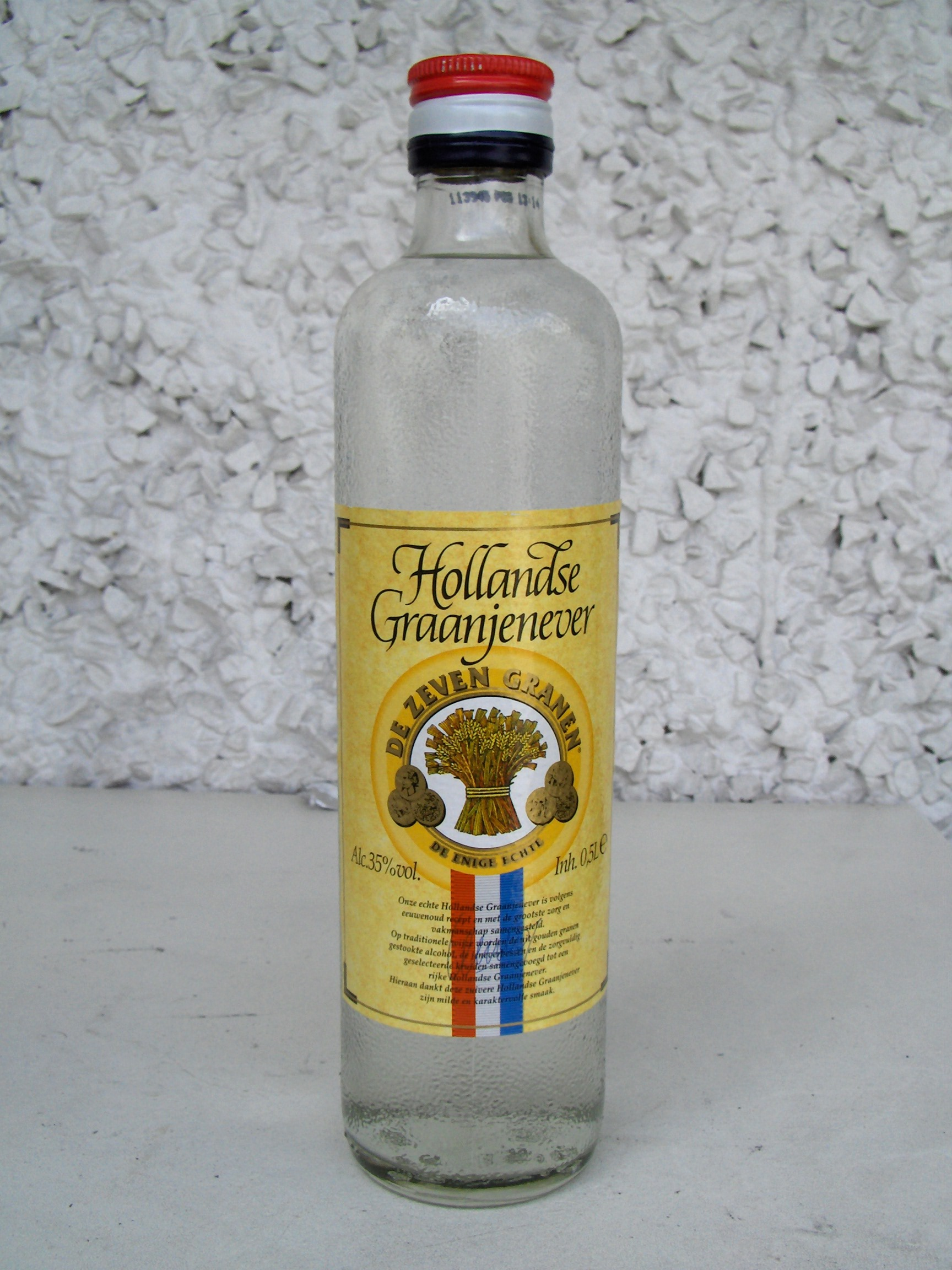
Hollandse Graanjenever.

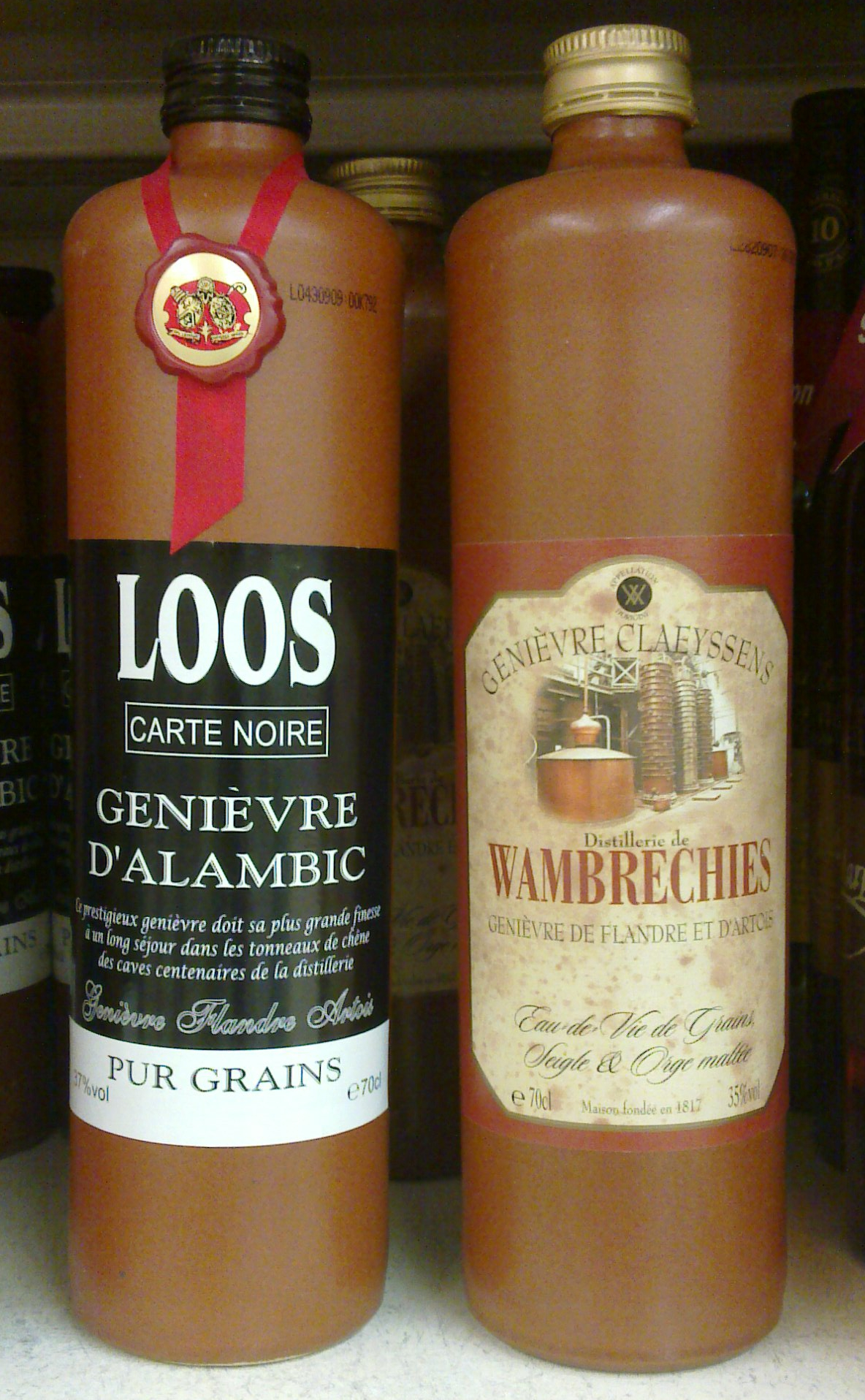
Genièvre francés.

Jenever (Inglés  /dʒəˈniːvər/,pronunciación en neerlandés: /jəˈneːvər/ⓘ), también conocida como genever, genièvre, peket, o a veces como ginebra neerlandesa (arcaica: Holland gin  o Geneva gin), es una bebida destilada con sabor a enebro, tradicional en los Países Bajos, Bélgica y zonas aledañas del norte de Francia y noroeste de Alemania. Como denominación de origen protegida de la UE y el Reino Unido, el uso del término jenever y sus sonidos similares solo se puede utilizar si el producto se fabrica según las especificaciones en Bélgica, los Países Bajos, dos departamentos del norte de Francia y dos estados federales alemanes. La ginebra se desarrolló en Gran Bretaña después de la introducción de la jenever en la isla.

## Historia
La jenever se producía originalmente destilando vino de malta (moutwijn en neerlandés) hasta alcanzar un 50% de graduación alcohólica. Debido a que el licor resultante no era apetecible debido a la falta de técnicas de destilación refinadas (solo estaba disponible la olla), se agregaron hierbas para enmascarar el sabor. La baya de enebro (que proviene del latín juniperus), de ahí el nombre jenever (y el nombre en inglés gin de la ginebra), se utilizaba por sus supuestos beneficios medicinales.
Las primeras referencias escritas a la genever (o jenever) se encuentran en artículos científicos escritos por varios autores flamencos. Jacob van Maerlant (Brujas, 1235 – 1300) describió cómo añadir partes del árbol de enebro a un aguardiente elaborado a partir de la destilación de vino en su libro Der Naturen Bloeme, publicado en 1266. Fue el primer escrito sobre la destilación en neerlandés y tenía que ver con el árbol de enebro. Más tarde, en 1522, el médico Phillipus Hermanni, radicado en Amberes, escribió la primera receta de genever. Describió cómo mezclar bayas de enebro machacadas con vino y luego destilarlas. Las primeras versiones de genever se elaboraban con fines médicos y procedían del vino destilado. Más tarde, cuando las épocas frías arrasaron los viñedos en Flandes, se sustituyó por la destilación de cerveza, llamándola vino de malta.
Existe una tradición que atribuye la invención de la jenever al químico y alquimista neerlandés Franciscus Sylvius de Bouve (1614-1672). Sin embargo, la evidencia sugiere que la jenever ya era conocida y utilizada como medicamento en el siglo XVI. Ya en 1606 (varios años antes del nacimiento de Sylvius), los neerlandeses habían aplicado impuestos a la jenever y licores similares como bebidas alcohólicas, lo que sugiere que para entonces la jenever había dejado de considerarse un remedio medicinal. Además, antes del décimo cumpleaños de Sylvius, Jenever apareció en la obra de Philip Massinger de 1623, El duque de Milán, que se refería a la bebida como «geneva». Geneva era el nombre anglicanizado de jenever, de donde proviene a su vez ginebra (aunque la bebida no tiene relación con la ciudad suiza de Ginebra), un nombre que los soldados ingleses habían traído consigo al regresar de la batalla en los Países Bajos, por primera vez en 1587 (mucho antes del nacimiento de Sylvius) y nuevamente a principios del siglo XVII.
Desde la década de 1950, la compañía de bandera neerlandesa KLM ha emitido una serie de casas azules de Delft inspiradas en edificios de los Países Bajos llenas de jenever, que se presentan a los pasajeros.

## Añeja y joven
Hay dos tipos de jenever: oude (añeja) y jonge (joven). No se trata de una cuestión de añejamiento como comúnmente se entiende, sino de técnicas de destilación. Alrededor de 1900, fue posible destilar un tipo de alcohol de alta calidad de sabor casi neutro, independientemente del origen del aguardiente. Una tendencia mundial hacia un sabor más ligero y menos dominante, así como precios más bajos, llevó al desarrollo del whisky mezclado en Escocia y en los Países Bajos al Jonge Jenever. Durante la Primera Guerra Mundial, la falta de cereales importados (y por tanto de malta) obligó a promocionar esta mezcla. Como alternativa al alcohol de cereales se utilizó alcohol derivado de la melaza de la industria de la remolacha azucarera. La gente empezó a utilizar el término oude para la jenever de estilo antiguo y jonge para el nuevo estilo, que contiene más grano en lugar de malta e incluso puede contener alcohol simple a base de azúcar.
En los tiempos modernos, la jenever destilada únicamente a partir de grano y malta se denomina Graanjenever. La jonge jenever no puede contener más de un 15% de vino de malta y 10 gramos de azúcar por litro. La Oude jenever debe contener al menos un 15% de vino de malta, pero no más de 20 g de azúcar por litro. El korenwijn (vino de grano) es una bebida muy similar a la jenever del siglo XVIII y, a menudo, se madura durante algunos años en barricas de roble; contiene del 51% al 70% de vino de malta y hasta 20 g/L de azúcar. Aunque el nombre oude jenever no significa necesariamente que la jenever sea añeja, hay algunas destilerías que de todos modos añejan su jenever en barricas de roble.
Aproximadamente el 90% de todo el Jonge Jenever que se vende en el mercado es una mezcla de vino de malta producido por Filliers en Bélgica, alcohol etílico a base de remolacha azucarera o de cereales procedente de fábricas de Alemania, Francia y (principalmente) Rusia, y agua. La mayoría de las marcas más importantes no contienen vino de malta, por lo que en esencia se parecen al vodka. Las destilerías de Bélgica y los Países Bajos que destilan jenever producen en su mayoría volúmenes limitados de bebidas especiales.

## Sabor
Jonge jenever tiene un sabor neutro, como el vodka, con un ligero aroma a enebro y vino de malta. Oude jenever tiene un sabor más suave y muy aromático con sabores a malta. La Oude jenever a veces se añeja en madera; sus sabores a malta, amaderados y ahumados se parecen al whisky. Los distintos cereales utilizados en el proceso de producción, como la cebada, el trigo, la espelta y el centeno, producen jeneveres de distintos sabores. A veces, el sabor se realza adoptando barricas utilizadas anteriormente para el whisky estadounidense.

## Ciudades de jenever

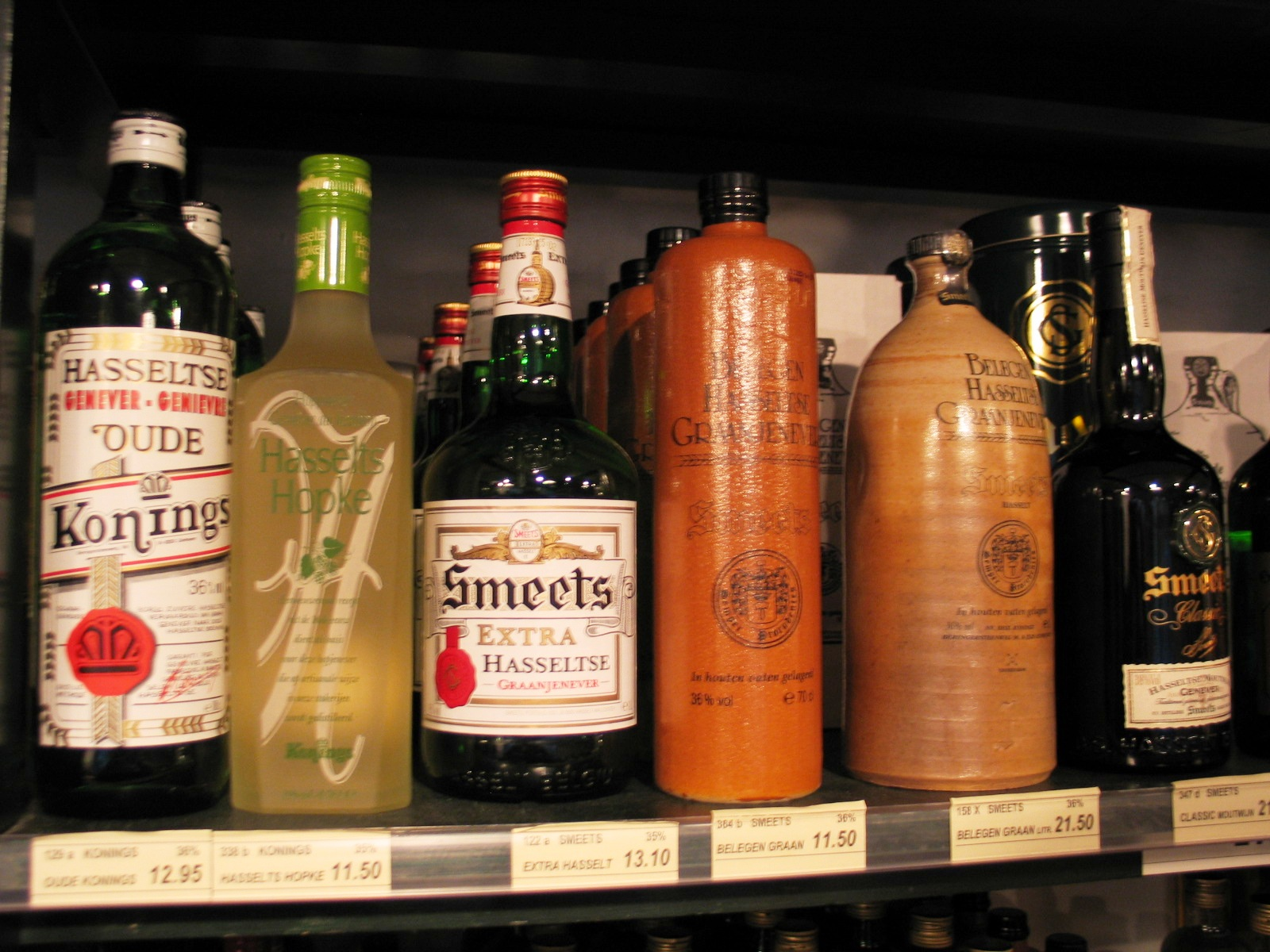
Botellas de jenever a la venta en Hasselt, dos de ellas en botellas de arcilla tradicionales.

Hasselt, Deinze, Aalst y Lieja en Bélgica, y Schiedam, Groningen, Ámsterdam y Delft en los Países Bajos, son bien conocidas por sus jenevers y a menudo se las conoce como «ciudades jenever» (jeneversteden). En Ámsterdam, la ginebra la elaboran The Stillery, Van Wees y Wynand Fockink. Entre las destilerías de ginebra de Schiedam más conocidas se incluyen Nolet, Onder De Boompjes, Herman Jansen y De Kuyper. (La jenever puede aparecer bajo el nombre en inglés «schiedam») Cerca de la frontera entre Holanda y Bélgica, en Baarle-Nassau, Zuidam produce jenever tradicionales y otros licores neerlandeses. Otras ciudades de jenever en los Países Bajos son Groningen (Hooghoudt) y Dordrecht (Rutte Distillery). En Bélgica, Deinze es muy conocida por la destilería Filliers y Aalst es muy conocida por Stokerij De Moor y Stokerij Van Der Schueren, ambos todavía activos en la actualidad. Hasselt se autodenomina la capital belga de la ginebra y tiene un museo dedicado a la bebida. También con la destilería Biercée en Valonia, una de las dos únicas destilerías belgas que exportan su ginebra a Estados Unidos.
Lucas Bols, con sede en Países Bajos, produce y vende oude genever, que vende ginebra en español, en América del Sur. Ketel One ahora es más conocido por producir vodka, pero comenzó como, y sigue siendo, una destilería de jenever.

## Tradiciones de bebida
Tradicionalmente, la bebida se sirve en un vaso con forma de tulipán lleno hasta el borde, y la tensión superficial permite que la jenever se eleve por encima del borde del vaso. Jonge jenever, coloquialmente un jonkie («jovencito»), generalmente se sirve a temperatura ambiente, a veces (aunque ahora esto está bastante pasado de moda) con un poco de azúcar y una cuchara pequeña para revolver. La bebida a veces se sirve fría en una botella guardada en el congelador o con hielo (jonge met ijs). El oude jenever (y el korenwijn), de mayor calidad, se suele servir a temperatura ambiente. Cuando la ginebra se bebe junto con cerveza (normalmente lager) a modo de cazador, se le llama kopstoot («cabezazo»), cuando el vaso de ginebra se sumerge en el vaso de cerveza se llama duikboot (submarino) en Flandes y el sur de Holanda. Tradicionalmente, la jenever se sirve en vasos llenos sacados directamente del congelador. Como el vaso generalmente se sirve muy lleno, es recomendable dar los primeros sorbos sin sujetar el vaso, dejándolo sobre la mesa y doblando la espalda para aplicar la boca al vaso.

## Indicaciones geográficas
Reconocida por su contribución histórica y cultural, y sujeta a especificaciones de producción, la Unión Europea protegió la ginebra con 11 tipos específicos de ginebra como indicación geográfica:
- Bélgica, Países Bajos, pequeñas partes de Francia y pequeñas partes de Alemania: genever ( Genièvre/Jenever/Genever ), genever en grano ( Genièvre de Grains/Graanjenever/Graangenever )
- Bélgica, Países Bajos, pequeñas zonas de Alemania: Genièvre auxfruits/Vruchtenjenever/Jenever met vruchten/Fruchtgenever
- Bélgica y Países Bajos: genever añeja (oude jenever/oude genever), genever joven (jonge jenever/jonge genever)
- Bélgica: genever de grano real de Flandes Oriental O'de Flander (O'de Flander Echte Oost-Vlaamse graanjenever), ginebra de Hasselt (Hasseltse jenever), ginebra de Balegem (Balegemse jenever) y peket valón (Peket-Pekêt / Pèket-Pèkèt de Valonia)
- Dos provincias de Francia: Flandes Artois genever (genièvre Flandre Artois)
- Dos estados federados de Alemania: genever en grano de Frisia Oriental (Ostfriesischer Korngenever)

Los nombres Genièvre y Genièvre de Jura también son indicaciones geográficas protegidas de Suiza (reconocidas en la UE).
La protección como indicación geográfica de jenever también se aplica en Armenia, China, Georgia, Islandia, Kosovo, Liechtenstein, México, Moldavia, Noruega, Suiza, Ucrania, el Reino Unido y Japón.